# Illia Kovtun
Illia Iuryovich Kovtun (em ucraniano:  Ілля Юрійович Ковтун; Tcherkássi, 10 de agosto de 2003) é um ginasta artístico ucraniano, bicampeão europeu e medalhista olímpico.

## Vida pessoal
Kovtun nasceu em Tcherkássi em 10 de agosto de 2003. Seus pais o matricularam em aulas de ginástica aos três anos de idade, as quais ele frequentou com sua irmã mais velha. Ele é fluente em ucraniano e russo, seus hobbies incluem atividades recreativas, ouvir música e fazer caminhada. Seus heróis da ginástica são os compatriotas ucranianos Oleg Verniaiev e Igor Radivilov. Sua filosofia pessoal é relatada como "Aproveite o momento, aqui e agora".

## Carreira

### Juvenil

#### 2018
Kovtun esteve no Campeonato Europeu de Ginástica Artística de 2018 em Glasgow, competindo na categoria juvenil. Na ocasião, venceu o título juvenil nas barras paralelas e ficou na quinta posição na disputa por equipes.

#### 2019
Foi selecionado junto aos ginastas Nazar Chepurnyi e Volodymyr Kostiuk para representar a Ucrânia no 1º Campeonato Mundial Juvenil de Ginástica Artística, que ocorreu nos dias 27 a 30 de junho de 2019 em Győr, na Hungria, conquistando a medalha de prata por equipes. No individual geral, ganhou a medalha de bronze, superado pelos japoneses Shinnosuke Oka e Ryosuke Doi. Nas barras paralelas, acabou na quarta colocação, além do sexto lugar no cavalo com alças.
Em julho do mesmo ano, voltou a representar seu país no Festival Olímpico da Juventude Europeia de 2019 em Baku, novamente ao lado de Chepurnyi e Kostiuk. Conquistou quatro ouros, sendo estes por equipes, no individual geral, nas barras paralelas e na barra fixa, além de uma medalha de prata no solo.

#### 2020
No Campeonato Europeu de Ginástica Artística de 2020 em Mersin, Kovtun voltou a participar na categoria juvenil, conquistando o título por equipes junto a seus compatriotas ucranianos, bem como o ouro no individual geral, no cavalo com alças, nas argolas e nas barras paralelas, além de um segundo lugar no salto.

### Sênior

#### 2021
Em abril de 2021, ele fez sua estreia no nível sênior no Campeonato Europeu de Ginástica Artística de 2021 em Basileia, ganhando uma medalha de bronze na competição do individual geral atrás dos russos Nikita Nagornyy e David Belyavskiy. No mesmo ano, Kovtun participou da etapa Challenge do circuito da Copa do Mundo de Ginástica Artística da FIG. Em Varna, de 27 a 30 de maio, venceu o ouro no cavalo com alças e nas barras paralelas. No Cairo, de 3 a 6 de junho, conquistou o primeiro lugar no solo, no cavalo com alças e na barra fixa, além do bronze no salto e nas barras paralelas.

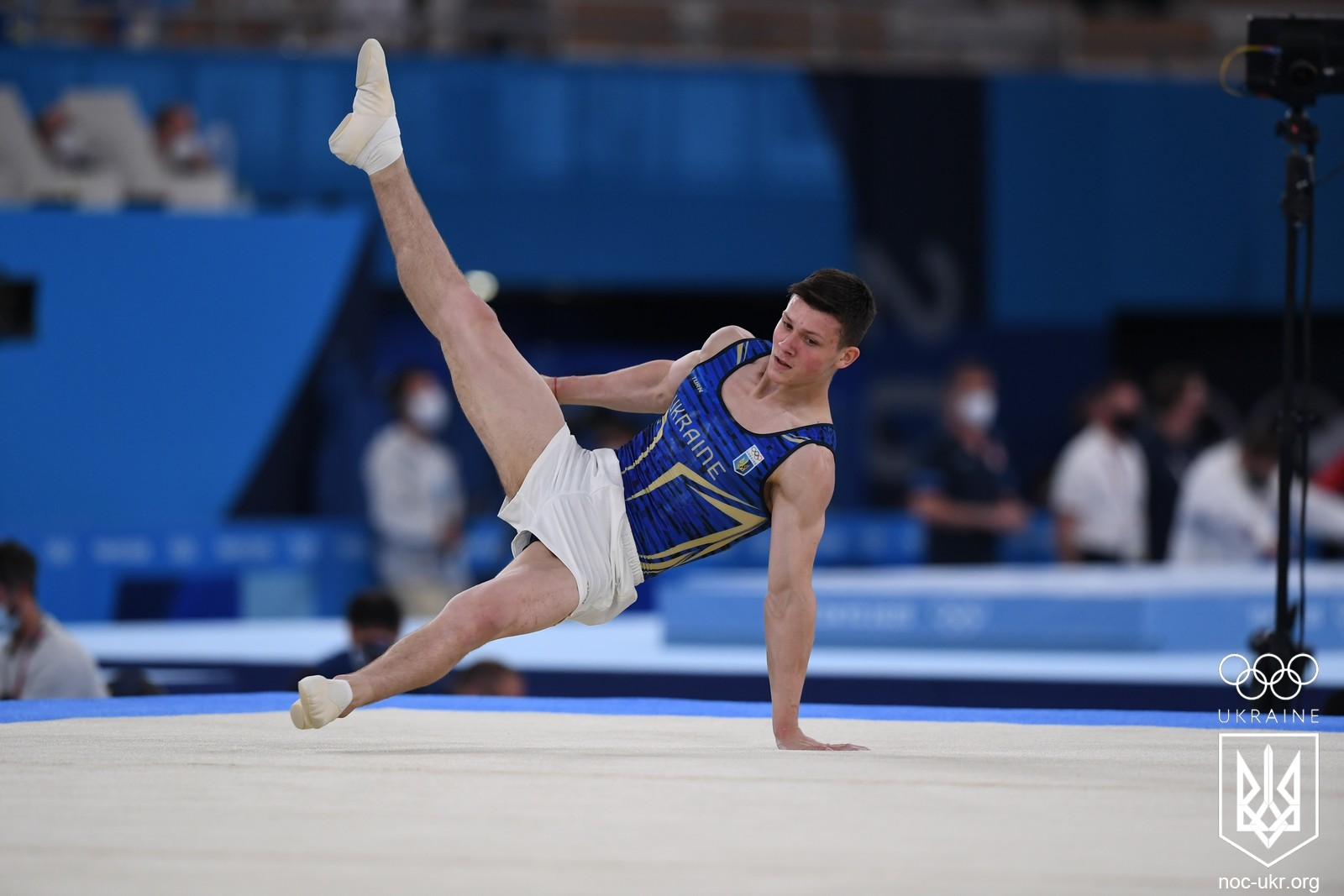
Kovtun nos Jogos Olímpicos de 2020

De julho a agosto, esteve representando a Ucrânia nos Jogos Olímpicos de Verão de 2020 em Tóquio, sendo, aos 17 anos, o ginasta mais novo da edição. Se classificou na oitava posição na competição por equipes, junto ao grupo ucraniano formado pelos ginastas Petro Pakhniuk, Igor Radivilov e Yevgen Yudenkov. Na final, terminaram a competição na sétima posição. No individual geral, Kovtun se classificou na trigésima quarta posição, enquanto na final alcançou o décimo primeiro lugar.
Após Tóquio, ele continuou sua participação no circuito da Copa do Mundo de Ginástica Artística. Em Koper, de 2 a 5 de setembro, levou a prata no cavalo com alças e o bronze no solo. Em Mersin, de 9 a 12 de setembro, ganhou o ouro nas barras paralelas e a prata no solo e no cavalo com alças. Após todas as etapas do circuito, foi declarado o vencedor do solo, cavalo com alças e barras paralelas da modalidade Challenge.
Ainda em outubro daquele ano, conquistou sua primeira medalha em mundiais no Campeonato Mundial de Ginástica Artística de 2021 em Kitakyushu, onde ganhou a medalha de bronze no individual geral, sendo superado apenas pelo chinês Zhang Boheng e pelo japonês Daiki Hashimoto.
Em 3 de novembro de 2021, Kovtun esteve competindo no Memorial Arthur Gander em Morges, Suíça. Passando pelo solo, cavalo com alças, barras paralelas e barra fixa, Kovtun somou 57.400 pontos no individual geral, conquistando a medalha de bronze, atrás do americano Yul Moldauer e do russo Nikita Nagornyy, ambos com 57.450 pontos.
Posteriormente, em 7 de novembro, Kovtun disputou a Swiss Cup em Zurich, competindo ao lado de sua compatriota Yelizaveta Hubareva. Na rodada preliminar, ele competiu no solo e nas barras paralelas, somando 28.450 pontos, enquanto Hubareva fez 26.025 pontos em sua passagem pelo salto e barras assimétricas. Com a pontuação de 54.475, eles avançaram para a semifinal na terceira colocação, ficando atrás das duplas russa e suíça. Na semifinal, enfrentaram os suíços Noe Seifert e Lena Bickel. Kovtun fez 14.300 no cavalo com alças, avançando para a final com Hubareva após somarem 27.400 pontos contra 25.900 da dupla suíça. Na final, foram derrotados pelos russos Nikita Nagornyy e Angelina Melnikova. Apesar da nota 14.900 do ucraniano nas barras paralelas, o total da dupla não foi suficiente para vencer, conquistando assim a medalha de prata na competição.

#### 2022
Kovtun voltou a participar do circuito da Copa do Mundo de Ginástica Artística em 2022. Na etapa Séries da Copa do Mundo, iniciou em Cottbus, de 24 a 27 de fevereiro, onde conquistou o ouro nas barras paralelas e a prata no cavalo com alças. Em Doha, de 2 a 5 de março, voltou a ganhar o ouro nas barras paralelas, dessa vez levando também a prata no solo e o bronze na barra fixa. No Cairo, de 17 a 20 de março, venceu novamente nas barras paralelas. Em Baku, de 31 de março a 4 de abril, além do quarto ouro nas paralelas, ele também ganhou outro bronze na barra fixa. Dessa forma, encerrou a etapa Séries da Copa do Mundo como vencedor invicto das barras paralelas.

Devido a invasão da Ucrânia pela Rússia em fevereiro de 2022, Kovtun não retornou ao seu país. Sua equipe recebeu abrigo de clubes de ginástica em países europeus, onde eles poderiam treinar e se preparar para futuras competições. Nos primeiros dias, os refugiados foram hospedados pelo Blau-Weiss Buchholz, um clube alemão, antes de passarem os próximos dois meses na Palestra Ginnastica Ferrara, na Itália. De seus locais de treinamento temporários, a equipe participou de competições nacionais e internacionais. Kovtun competiu várias vezes pelo clube de ginástica de Mônaco na liga francesa. Em meados de junho de 2022, o grupo de cerca de 15 pessoas, incluindo treinadores e alguns familiares, mudou-se para uma academia em Osijek, Croácia.
“Nossa liderança nos deu a direção para treinar e nos preparar para a próxima competição. Continuar defendendo a honra da Ucrânia no campo esportivo. Então, estamos tentando permanecer fortes e fazer todo o esforço para que o Hino Nacional Ucraniano seja tocado.”

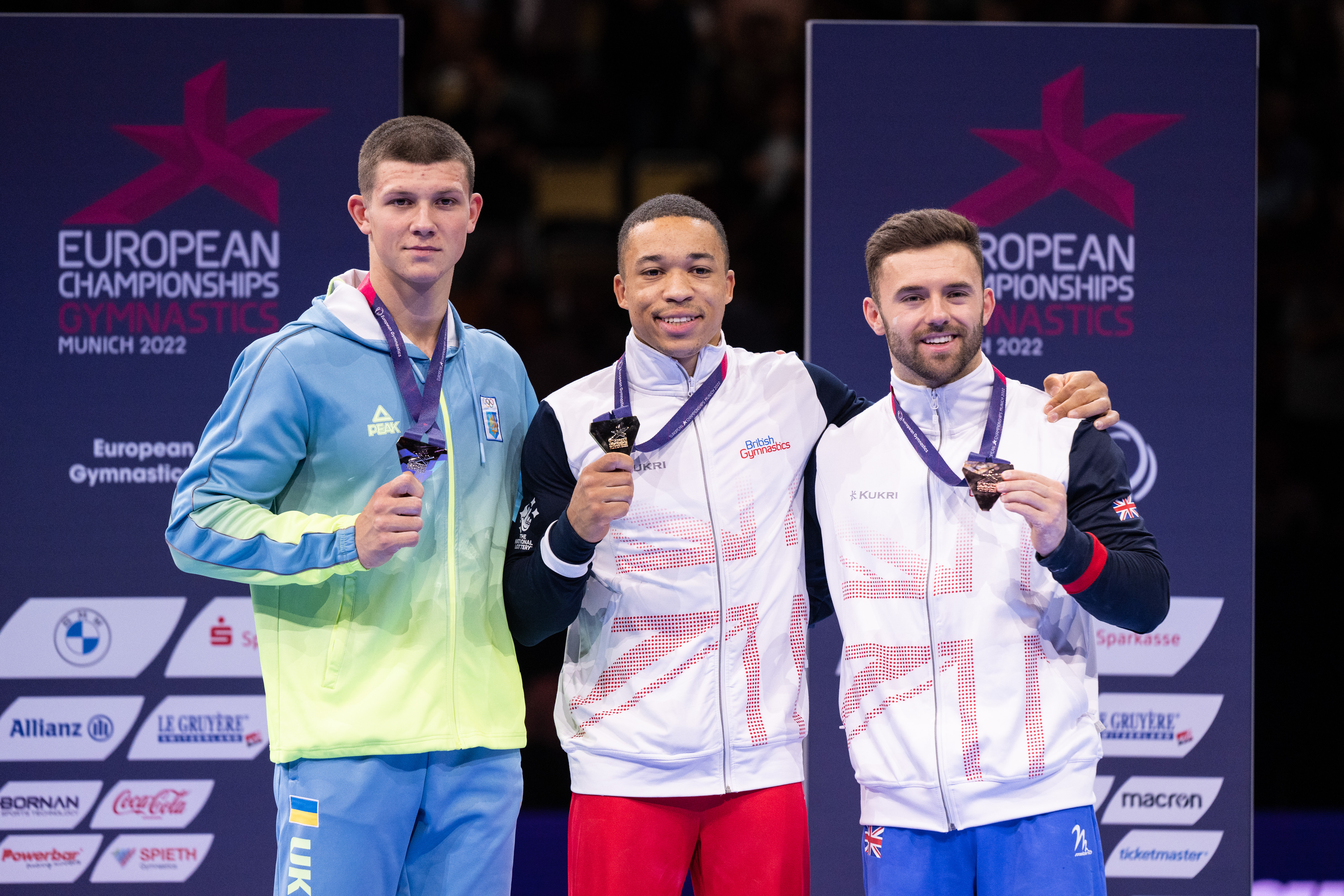
Kovtun, Fraser e Regini-Moran no pódio das barras paralelas em Munique

Em agosto, Kovtun participou do Campeonato Europeu de Ginástica Artística de 2022 em Munique, onde conquistou a medalha de prata nas barras paralelas, atrás apenas do britânico Joe Fraser, com o também britânico Giarnni Regini-Moran completando o pódio com o bronze. De 30 de setembro a 2 de outubro, participou de uma etapa da Séries da Copa do Mundo Challenge em Szombathely, obtendo a medalha de ouro no solo e nas barras paralelas. Mais tarde, esteve no Mundial em Liverpool, onde não conquistou medalhas, seu melhor desempenho sendo o sétimo lugar na final do individual geral.
Em 23 de novembro, Kovtun marcou presença novamente no Memorial Arthur Gander, competindo no solo, cavalo com alças, salto e barras paralelas, obeteve 56.150 pontos no geral, conquistando a medalha de ouro, com o americano Yul Moldauer e o italiano Lorenzo Casali completando o pódio com 56.100 e 55.900, respectivamente.

#### 2023
Retornou ao circuito da Copa do Mundo de Ginástica Artística em 2023. Em Cottbus, de 23 a 26 de fevereiro, iniciou a etapa dos aparelhos conquistando o ouro nas barras paralelas, sua quinta vitória seguida no aparelho em Copas do Mundo da FIG. Em Doha, de 1 a 4 de março, alcançou o sexto título consecutivo nas paralelas. Já em Baku, de 9 a 12 de março, ficou com a prata nas paralelas e no solo.
Em meados de abril, se tornou campeão europeu nas barras pararelas, conquistando a medalha de ouro no Campeonato Europeu de Ginástica Artística de 2023 em Antália, na ocasião também ganhando a medalha de bronze no individual geral e na barra fixa.
Após Antália, retornou para a última fase das Séries da Copa do Mundo em Cairo, realizada de 27 a 30 de abril, onde levou o ouro nas paralelas, no solo e na barra fixa, além do bronze no cavalo com alças. Assim, se consagrou como vencedor nas barras paralelas e na barra fixa nas Séries da Copa do Mundo. Mais tarde, em junho, esteve em Osijek para competir na etapa Challenge da Copa do Mundo, obtendo o ouro nas paralelas e o bronze no cavalo com alças.
Em outubro, Kovtun conquistou sua segunda medalha em mundiais no Campeonato Mundial de Ginástica Artística de 2023 em Antuérpia, ganhando a medalha de prata na competição do individual geral, superado apenas pelo japonês Daiki Hashimoto. Ao ganhar a medalha de prata, Kovtun bateu o recorde de melhor colocação no individual geral da Ucrânia no Campeonato Mundial, superando o recorde que Oleg Verniaiev alcançou em 2019 e que o próprio Kovtun igualou em 2021, quando ambos conquistaram o bronze.

#### 2024
Pelo quarto ano consecutivo, Kovtun marcou presença na Copa do Mundo de Ginástica Artística da FIG, novamente disputando nas Séries da Copa do Mundo. Começando em Cairo, de 15 a 18 de fevereiro, ele obteve o ouro nas barras paralelas, reafirmando seu título de rei das Barras Paralelas no circuito da Copa do Mundo desde 2022, enquanto o também ucraniano Verniaiev ficou com a medalha de prata. Kovtun repetiu o feito em Cottbus, novamente subindo no pódio ao lado do compatriota. Em Baku, no início de março, ele superou o chinês Zou Jingyuan, à época o atual campeão olímpico no aparelho, conquistando o ouro nas paralelas novamente e terminando as Séries da Copa do Mundo como vencedor das barras paralelas mais uma vez.
Retornou para a etapa Challenge da Copa do Mundo no início de abril, vencendo o ouro no solo e a prata nas paralelas em Osijek. De 24 de abril a 5 de maio, Kovtun esteve em Rimini para o Campeonato Europeu de Ginástica Artística de 2024, onde se tornou bicampeão europeu nas barras paralelas, também conquistando a medalha de ouro por equipes e na barra fixa. Sua última parada antes de Paris foi em Koper, no período de 30 de maio a 2 de junho, em mais uma etapa das Séries da Copa do Mundo Challenge, conquistando o ouro no solo, no cavalo com alças e nas barras paralelas, além da prata nas argolas.
Kovtun voltou a representar a Ucrânia nos Jogos Olímpicos de Verão de 2024 em Paris, França, onde conquistou sua primeira medalha olímpica ao ganhar a medalha de prata nas barras paralelas com uma pontuação de 15.500, sendo superado pelo campeão olímpico de Tóquio, o chinês Zou Jingyuan, mas se consagrando como um dos melhores ginastas da atualidade nesse aparelho. Além da medalha de prata, ele alcançou boas posições nos demais aparelhos, ficando em quinto lugar na final da competição por equipes, ao lado de seus compatriotas Nazar Chepurnyi, Igor Radivilov, Radomyr Stelmakh e Oleg Verniaiev. Também alcançou a quarta posição nas finais do individual geral e do solo.
Posteriormente, ele participou do torneio alemão Bundesliga, representando o KTV Straubenhardt. Na primeira etapa da competição, realizada em 28 de setembro de 2024, o Straubenhardt enfrentou o time Pfuhl. Kovtun disputou em todos os seis aparelhos, vencendo os seis duelos e totalizando 26 pontos para sua equipe ao final, que venceu o Pfuhl por 85 a 10. A segunda etapa do torneio aconteceu no dia 5 de outubro, com o Straubenhardt competindo contra o Siegerländer KV. O ucraniano voltou a realizar suas séries nos seis aparelhos, vencendo cinco duelos e perdendo para o alemão Andreas Jurzo nas argolas. Kovtun ajudou sua equipe com 20 pontos e o Straubenhardt venceu por 66 a 10.
Em 6 de novembro, ele esteve competindo no Memorial Arthur Gander pela terceira vez desde 2021, dessa vez em Chiasso. Conquistou seu segundo título e terceira medalha no evento ao passar pelo solo, cavalo com alças, salto e barras paralelas, somando 57.100 pontos. No pódio com o ucraniano, juntaram-se o canadense Félix Dolci com a prata e o brasileiro Caio Souza com o bronze. 
Kovtun voltou para a quinta etapa da Bundesliga em 10 de novembro, competindo no cavalo com alças, barras paralelas e barra fixa na disputa entre Straubenhardt e Eintracht Frankfurt. Ele venceu os três duelos, garantindo 14 pontos na vitória de 64 a 12 do Straubenhardt. Em 17 de novembro, disputou a sexta etapa da competição, dessa vez no solo, cavalo com alças e barras paralelas, vencendo os três duelos e garantindo 8 pontos na vitória do Straubenhardt por 69 a 8 contra o time Saar. A sétima etapa da Bundesliga ocorreu no dia 2 de dezembro, com o Straubenhardt enfrentando o Wetzgau. Novamente, o ginasta ucraniano competiu no solo, cavalo e paralelas, somando 10 pontos ao vencer os três duelos e, assim, avançando para a final com sua equipe, que venceu o Wetzgau por 41 a 28.
A final da Bundesliga alemã ocorreu em 8 de dezembro em Saarbrücken, com a decisão ficando entre o Straubenhardt e o Wetzgau. Kovtun venceu os duelos no solo, cavalo e paralelas, e obteve um empate no salto, conquistando 12 dos 48 pontos que deram a medalha de ouro a sua equipe, enquanto o rival fez apenas 11.

## Elementos nomeados
| Aparelho         | Nome       | Descrição                                                                                         | Dificuldade | Homologação           |
| ---------------- | ---------- | ------------------------------------------------------------------------------------------------- | ----------- | --------------------- |
| Barras paralelas | The Kovtun | Lançamento para trás a partir da parte superior dos braços com um quarto de volta para um trilho. | C (0.3)     | Copa do Mundo de 2021 |

Em dezembro de 2021, a Federação Internacional de Ginástica (FIG) incluiu 'The Kovtun' em seu sistema de pontuação do Código de Pontos para as barras paralelas. O elemento envolve um lançamento para trás a partir da parte superior dos braços com um quarto de volta para um trilho e tem um valor de dificuldade de C. Ele executou o elemento pela primeira vez no circuito da Copa do Mundo de Ginástica Artística de 2021 em Koper, Eslovênia.